# 鉗子分娩
鉗子分娩（かんしぶんべん、英: Forceps delivery、独: Zangengeburt）は、器械分娩（Assisted vaginal delivery）の一手法である。器械分娩の他の手法には吸引分娩がある。

## 産科鉗子の構造と種類
現在用いられている産科鉗子は左右の２葉(左葉と右葉)に分解可能である。その形状の要素は、
把手(handle)、接合部(lock)、鉗子柄(shank)、鉗子匙(blade)とこれらの複合が構成する児頭彎曲(cephalic curve)および骨盤彎曲(pelvic curve)である。俗に匙先端を爪先(toe)またはtip、匙と柄の移行部を踵(heel)と呼ぶ。形状要素の相異により個々の鉗子は特徴付けられ、それぞれ異なる使用目的に適合する。
- エリオット(Elliot)型鉗子

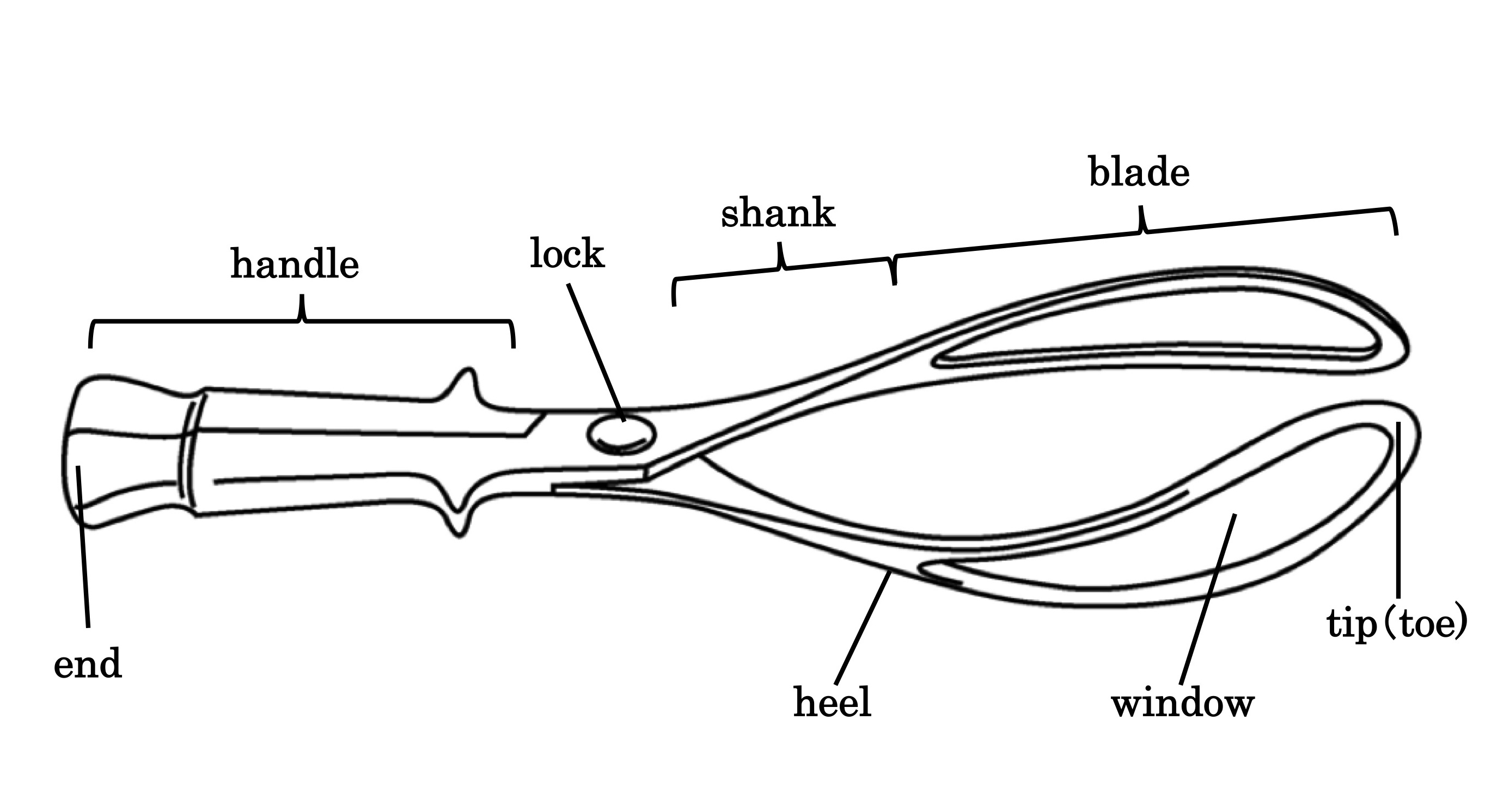
産科鉗子の構造

  - 比較的大きな児頭彎曲と軸牽引可能な骨盤彎曲を持つタイプである。エリオット鉗子はイングリッシュロック式であるが、日本国内では、フレンチロック式のネーゲレ(Nagele)鉗子が普及している。鉗子匙が無窓のタッカーマクレーン(Tucker-McLane)鉗子もよく用いられる。
- シンプソン(Simpson)型鉗子
  - シンプソン鉗子は比較的小さな児頭彎曲と軸牽引可能な骨盤彎曲を持つ。イングリッシュロックと平行な鉗子柄(parallel shank)が特徴的である。分娩遷延などによる応形児頭への装着を想定している。1848年、ジェームズ・シンプソンによって考案された[2]。
- キーラン(Kielland)鉗子
  - 小さい骨盤彎曲とスライディングロックを特徴とする。回旋異常の修正に好んで用いられる。
- パイパー(Piper)鉗子
  - 骨盤位分娩において、後続児頭娩出に用いられる特殊型の鉗子である。

## 適応と要約
適応
- 急速遂娩
  - 明らかな胎児機能不全などにより、急速遂娩が必要となった場合に適応となる。
- 分娩遷延、分娩停止
  - 微弱陣痛、回旋異常、無痛分娩、母体疲労の場合に適応となる。

要約
- 患者への説明と同意がなされている
- 必要な麻酔が施されている
- 新生児蘇生を含め、十分な人員のサポートがある
- バックアップとしての緊急帝王切開が可能である
- 児は生存している
- 膀胱および直腸は空虚である
- 子宮口は全開大し、破水している
- 児頭は嵌入・固定し鉗子適位にある
- 胎向が正確に診断されている
- 適切な産科鉗子が準備されている
- 術者または立ち会い可能な指導者が鉗子分娩に熟達している

禁忌
- 未嵌入の児頭(いわゆる高位鉗子)
- 胎児骨盤不均衡
- 頤後方位

慎重に実施
- 中位鉗子
- 高度の産瘤
- 不正軸進入
- 帝王切開の既往
- 巨大児など肩甲難産のリスク群
- 母体、胎児の出血傾向

## 分類
児頭下降度による分類
- 出口部鉗子(outlet forceps)
- 低位鉗子(low forceps)
- 中位鉗子(mid forceps)
- 高位鉗子(high forceps)

## 手技
- 準備
- 装着
- 牽引(traction)
- Pajot-Saxtrophの手技
- 回旋(rotation)
- 除去

## 吸引分娩との比較
鉗子分娩の利点
- 牽引を確実に行うことができる。
- 回旋異常に対応することができる。
- 頭血腫、帽状腱膜下出血の頻度が小さい。
- 肩甲難産の発生率が比較的小さい。

鉗子分娩の欠点
- 腟壁の損傷が大きくなる可能性。
- 3〜4度裂傷の頻度の増加。
- 児の頭蓋内出血の頻度がやや大きい。
- 児の一過性の顔面神経麻痺の可能性。
- 児の眼球損傷の可能性。

　鉗子分娩は吸引分娩よりも牽引力が大きく回旋異常にも対応できるため、吸引分娩では不可能な経腟分娩を完遂することができる。逆にこのことが欠点と関連しているが、吸引分娩と鉗子分娩は適応範囲が相同ではなく、児頭下降が中位以上、回旋異常など、より困難な分娩に鉗子分娩が選択された結果とも考えられる。後向きに結果をみて鉗子分娩のほうが危険だと結論することはできない。危険な補助経腟分娩は、吸引分娩であれ鉗子分娩であれ同様に危険なのであり、そのような状況では帝王切開を考慮する。中位以上の鉗子分娩では母児の合併症頻度が上昇するため、中位鉗子は慎重に適応を考慮する。帝王切開が比較的安全に施行できるようになったため、高位鉗子は現在の医療状況下では原則として行われない。

## 問題点
実態は不明であるが、日本国内では鉗子分娩を実践している医療機関は次第に少なくなり、補助経腟分娩の手段としては吸引分娩が選択される場合が多くなっている。理由としては以下が考えられる。
- 訴訟リスクの回避

　前述のとおり、鉗子分娩が吸引分娩よりも危険というのは誤りであるが、医学的判断と司法判断は別物である。結果として母児の損傷が起きた場合には、法廷において因果関係を問われる可能性があるため、特に十分な経験のない医師の場合には鉗子分娩を行わないという選択があり得る。
- トレーニング機会の減少

　鉗子分娩手技の習得のためには、指導医の下での多くの経験が必要であるが、鉗子分娩を行っている医療機関自体が少ない、指導体制が整備されていない、そもそも指導医がいないなどの理由で、若手医師がトレーニングを受ける機会が次第に少なくなっている。指導者が育たないため、鉗子分娩がますます減少するという悪循環に陥っている。